# Anápolis
Anápolis je město a obec (Município) ve střední Brazílii ve státě Goiás. Je třetím největším městem ve státě Goiás a největším producentem zemědělských výrobků. Je vzdáleno přibližně 120 km od hlavního města země, Brasílie a od Goiania zhruba 50 km.

## Hospodářství
Po Goiânii je Anápolis nejrozvinutějším městem a obcí ve státu. S Goiâniou a Brasilii město spojují dálnice. Nachází se zde i železniční terminál. Ve městě je několik instituci vyššího vzdělávání. Okolí města je extenzivně využívané pro pěstování pomerančů, banánů a cukrové třtiny.